# Österreichischer Volleyball-Cup 2015/16 (Männer)
Der Österreichische Volleyball-Cup der Männer wurde in der Saison 2015/16 vom Österreichischen Volleyballverband zum 36. Mal ausgespielt und begann am 26. September 2015 mit der ersten Runde und endete am 8. Februar 2016 mit dem Finale. Der Pokal ging an die zweite Mannschaft des SG VCA Amstetten NÖ.

## Teilnehmende Mannschaften
Für den österreichischen Volleyball-Cup haben sich anhand der Teilnahme der Ligen der Saison 2015/16 folgende 24 Mannschaften, die nach der Saisonplatzierung der 1. Bundesliga 2014/15, der 2. Bundesliga Ost 2014/15, der 2. Bundesliga Süd 2014/15 und der 2. Bundesliga West 2014/15 geordnet sind, qualifiziert. Teams, die als durchgestrichen gekennzeichnet sind, nahmen am Wettbewerb aus diversen Gründen nicht am Wettbewerb teil oder sind die erste Mannschaften und spielten daher nicht um den Pokal mit. Weiters konnten noch der Landescupsieger, der Landesmeister oder deren Vertreter der Saison 2014/15 teilnehmen.
| 1. Bundesliga (2) | 1. Bundesliga (2) | 1. Bundesliga (2) | 1. Bundesliga Aufstiegsrunde (6) | 1. Bundesliga Aufstiegsrunde (6) | 1. Bundesliga Aufstiegsrunde (6) | |
| --- | --- | --- | --- | --- | --- | --- |
| - Hypo Tirol Volleyballteam (T) (M) - SK Aich/Dob (K) - SG VCA Amstetten NÖ (NÖ) - UVC Graz (ST) - SG Union Waldviertel (NÖ) - VBC Weiz (ST) - Supervolley Enns (OÖ) - TSV Hartberg (ST) - VBK Klagenfurt (K) | - Hypo Tirol Volleyballteam (T) (M) - SK Aich/Dob (K) - SG VCA Amstetten NÖ (NÖ) - UVC Graz (ST) - SG Union Waldviertel (NÖ) - VBC Weiz (ST) - Supervolley Enns (OÖ) - TSV Hartberg (ST) - VBK Klagenfurt (K) | - Hypo Tirol Volleyballteam (T) (M) - SK Aich/Dob (K) - SG VCA Amstetten NÖ (NÖ) - UVC Graz (ST) - SG Union Waldviertel (NÖ) - VBC Weiz (ST) - Supervolley Enns (OÖ) - TSV Hartberg (ST) - VBK Klagenfurt (K) | - Sportunion Bisamberg (NÖ) - VBK Klagenfurt (K) - SV MusGym Salzburg (S) - Union VBC Steyr (OÖ) - VC Mils (T) - VC Hausmannstätten (ST) - TUS Volleys Feldbach (ST)                                   | - Sportunion Bisamberg (NÖ) - VBK Klagenfurt (K) - SV MusGym Salzburg (S) - Union VBC Steyr (OÖ) - VC Mils (T) - VC Hausmannstätten (ST) - TUS Volleys Feldbach (ST) | - Sportunion Bisamberg (NÖ) - VBK Klagenfurt (K) - SV MusGym Salzburg (S) - Union VBC Steyr (OÖ) - VC Mils (T) - VC Hausmannstätten (ST) - TUS Volleys Feldbach (ST) | |
| Frühjahrsdurchgang | | | | | | |
| 2. Bundesliga Ost (3) | 2. Bundesliga Ost (3) | 2. Bundesliga Süd (7) | 2. Bundesliga Süd (7) | 2. Bundesliga West (4) | 2. Bundesliga West (4) | |
| - Union Langenlebarn (NÖ) - SG VCA Amstetten NÖ II (NÖ) - Sportunion St. Pölten (NÖ) - hotVolleys Wien (W) - SG WAT Kagran/Union West-Wien (W) (N) - Union Volleyteam Perchtoldsdorf (NÖ) (N)                 | - Union Langenlebarn (NÖ) - SG VCA Amstetten NÖ II (NÖ) - Sportunion St. Pölten (NÖ) - hotVolleys Wien (W) - SG WAT Kagran/Union West-Wien (W) (N) - Union Volleyteam Perchtoldsdorf (NÖ) (N)                 | - UVC Graz II (ST) (C) - VBC Weiz II (ST) - SG WSV Eisenerz/VBV Trofaiach (ST) - SSV HIB Liebenau (ST) (N) und - VC Voitsberg (ST) - SK Aich/Dob II (K) - Klagenfurt II (K) (N) - TSV Hartberg II (ST)        | - UVC Graz II (ST) (C) - VBC Weiz II (ST) - SG WSV Eisenerz/VBV Trofaiach (ST) - SSV HIB Liebenau (ST) (N) und - VC Voitsberg (ST) - SK Aich/Dob II (K) - Klagenfurt II (K) (N) - TSV Hartberg II (ST) | - UVC Ried im Innkreis (OÖ) - Hypo Tirol Volleyballteam II (T) - PSV VBG Salzburg (S) - VC Wolfurt (V)                                                               | - UVC Ried im Innkreis (OÖ) - Hypo Tirol Volleyballteam II (T) - PSV VBG Salzburg (S) - VC Wolfurt (V)                                                               | - UVC Ried im Innkreis (OÖ) - Hypo Tirol Volleyballteam II (T) - PSV VBG Salzburg (S) - VC Wolfurt (V) |
| Landescupsieger und Landesmeister (2) | | | | | | |
| - SG volleyteam Südstadt/Perchtoldsdorf (NÖ) | - SG volleyteam Südstadt/Perchtoldsdorf (NÖ) | - ATSC Klagenfurt (K) | - ATSC Klagenfurt (K) | | | |
| Erläuterungen Länderkürzel: (B): Burgenland, (K): Kärnten, (OÖ): Oberösterreich, (NÖ): Niederösterreich, (S): Salzburg, (ST): Steiermark, (T): Tirol, (W): Wien, (V): Vorarlberg                              | | | | | | |

| (M) | amtierender Meister      |
| (C) | amtierender Cupsieger    |
| (N) | Neuaufsteiger der Saison |

## Turnierverlauf

### Vorrunde
| Datum             | Team 1                                | Team 2                       | Ergebnis                                |
| ----------------- | ------------------------------------- | ---------------------------- | --------------------------------------- |
| 26.09.2015, 17:30 | TUS Volleys Feldbach                  | VC Hausmannstätten           | 0:3 (18:25, 12:25, 17:25)               |
| 26.09.2015, 19:00 | Union VBC Steyr                       | SG Union Waldviertel         | 3:0 (25:22, 25:22, 25:22)               |
| 26.09.2015, 19:30 | Sportunion Bisamberg                  | Supervolley Enns             | 2:3 (25:27, 25:21, 25:19, 23:25, 11:15) |
| 27.09.2015, 14:30 | UVC Ried im Innkreis                  | Hypo Tirol Volleyballteam II | 3:1 (25:12, 21:25, 25:23, 25:20)        |
| 27.09.2015, 14:30 | SSV HIB Liebenau                      | TSV Hartberg                 | 3:2 (17:25, 23:25, 25:23, 25:23, 15:11) |
| 27.09.2015, 18:00 | SV MusGym Salzburg                    | VC Mils                      | 0:3 (12:25, 15:25, 13:25)               |
| 27.09.2015, 18:00 | SG volleyteam Südstadt/Perchtoldsdorf | Union Langenlebarn           | 0:3 (19:25, 20:25, 19:25)               |
| 27.09.2015, 18:00 | ATSC Klagenfurt                       | VBK Klagenfurt II            | 0:3 (12:25, 20:25, 14:25)               |

### Achtelfinale
Folgende acht Vereine stiegen in das Achtelfinale ein:
SK Aich/Dob II, SG VCA Amstetten NÖ II, UVC Graz II, PSV VBG Salzburg, Sportunion St. Pölten, VC Voitsberg, VBC Weiz II und VC Wolfurt.
| Datum             | Team 1                | Team 2                 | Ergebnis                                |
| ----------------- | --------------------- | ---------------------- | --------------------------------------- |
| 10.10.2015, 20:00 | Sportunion St. Pölten | SK Aich/Dob II         | 0:3 (24:26, 20:25, 21:25)               |
| 11.10.2015, 14:00 | PSV VBG Salzburg      | UVC Graz II            | 1:3 (25:21, 17:25, 20:25, 16:25)        |
| 18.10.2015, 13:30 | SSV HIB Liebenau      | Union Langenlebarn     | 3:2 (25:19, 19:25, 25:18, 23:25, 15:8)  |
| 18.10.2015, 14:00 | VC Wolfurt            | VC Mils                | 0:3 (15:25, 14:25, 20:25)               |
| 18.10.2015, 15:00 | VC Voitsberg          | Union VBC Steyr        | 0:3 (16:25, 20:25, 18:25)               |
| 18.10.2015, 16:00 | VBC Weiz II           | SG VCA Amstetten NÖ II | 2:3 (19:25, 17:25, 25:22, 25:18, 14:16) |
| 18.10.2015, 16:00 | UVC Ried im Innkreis  | VBK Klagenfurt II      | 2:3 (20:25, 25:19, 18:25, 25:22, 10:15) |
| 18.10.2015, 17:00 | VC Hausmannstätten    | Supervolley Enns       | 1:3 (15:25, 18:25, 25:19, 23:25)        |

### Viertelfinale
| Datum             | Team 1            | Team 2                 | Ergebnis                                |
| ----------------- | ----------------- | ---------------------- | --------------------------------------- |
| 26.10.2015, 16:00 | VC Mils           | Supervolley Enns       | 1:3 (19:25, 25:16, 23:25, 23:25)        |
| 26.10.2015, 16:00 | Union VBC Steyr   | SK Aich/Dob II         | 2:3 (25:13, 25:17, 23:25, 23:25, 9:15)  |
| 26.10.2015, 16:30 | VBK Klagenfurt II | SG VCA Amstetten NÖ II | 2:3 (13:25, 18:25, 25:23, 25:23, 10:15) |
| 26.10.2015, 18:00 | SSV HIB Liebenau  | UVC Graz II            | 1:3 (19:25, 18:25, 25:19, 18:25)        |

### Halbfinale
| Datum             | Team 1           | Team 2                 | Ergebnis                                |
| ----------------- | ---------------- | ---------------------- | --------------------------------------- |
| 07.02.2016, 18:00 | Supervolley Enns | SG VCA Amstetten NÖ II | 0:3 (21:25, 22:25, 20:25)               |
| 07.02.2016, 20:30 | SK Aich/Dob II   | UVC Graz II            | 2:3 (19:25, 25:23, 20:25, 25:23, 14:16) |

### Finale
| Datum             | Team 1                 | Team 2      | Ergebnis                  |
| ----------------- | ---------------------- | ----------- | ------------------------- |
| 08.02.2016, 20:15 | SG VCA Amstetten NÖ II | UVC Graz II | 3:0 (27:25, 25:18, 29:27) |